# Greet Coppé
Greet Coppé (28 december 1977) is een Belgisch voormalig volleybalster.

## Levensloop
Coppé begon met volleyballen bij VBC Zandhoven, maar maakte later de overstap naar VC Turnhout. In 1999 sloot ze aan bij Asterix Kieldrecht. Met deze club werd Coppé tweemaal landskampioen (2000 en 2001). Ook won ze in seizoen 2000-'01 met Asterix de Beker van België, de Supercup en de Top Teams Cup. Vervolgens ging ze aan de slag bij Avo Melsele, waarmee ze in seizoen 2001-'02 de finale van de Beker van België haalde. In 2004 maakte Coppé de overstap naar Tamera Lummen en een seizoen later naar VDK Gent. Met deze club werd ze eenmaal tweede (2008) en eenmaal derde (2007) in de titelstrijd. Ook won ze met Gent eenmaal de Beker (2009) en was ze tweemaal finalist (2007 en 2008). Later was ze opnieuw actief bij VBC Zandhoven.
Daarnaast maakte Coppé deel uit van het Belgische volleybalteam. Met de nationale ploeg nam ze onder meer deel aan het Europees kampioenschap van 2003. Ook was ze actief in het beachvolleybal, waarin ze samenspeelde met Ester Lowette, Katrien De Decker en Els Vandesteene.
Coppé studeerde lichamelijke opvoeding aan de KU Leuven. Later behaalde ze een banaba in autisme en spectrumstoornissen. Als beroep biedt ze ondersteuning aan in het onderwijs. Daarnaast is ze auticoach op zelfstandige basis. Haar echtgenoot Bart Verheyden was ook actief in het volleybal.